# Paulius Visockas
Paulius Visockas (* 21. Oktober 1975 in Kaunas) ist ein litauischer linker Politiker, Vizebürgermeister der Rajongemeinde Kaunas.

## Leben
Nach dem Abitur 1993 an der Sekundarschule Ežerėlis  absolvierte er 1997 das Studium als Sportlehrer am Sportinstitut Litauens und 1999 dort das Masterstudium in Bildungswissenschaften.
Von 1997 bis 2017 arbeitete er als Sportlehrer am Gymnasium von Akademija (Noreikiškės).
Von 2015 bis 2023 war er Mitglied im Rat. Seit 2017 ist er stellvertretender Bürgermeister der Rajongemeinde Kaunas (2019 und 2023 wiederholt ernannt), Stellvertreter von Bürgermeister Makūnas.
Er ist Mitglied der LSDP.
Seit seinem achten Lebensjahr ist er sportlich aktiv. Er ist dreimaliger litauischer Meister im Kartsport (1985–1987), zweimaliger Preisträger im Kartfahren in der damaligen UdSSR (1986, 1987); mehrfacher Meister Litauens und der baltischen Staaten (2014) sowie Europameister im Gewichtheben (2015, 2016, 2018).

## Familie
Er ist verheiratet und hat drei Töchter.
Die Familie wohnt in Dievogala bei Zapyškis.